# صومرة
صُوْمَرَة أو هادينية (الاسم العلمي Hadena) هي جنس من العث من فصيلة الليليات. تضم حوالي 150 نوعًا وهي تستوطن أمريكا الشمالية،
في حين أن هناك أكثر من 100 نوع منتشرة في المنطقة القطبية الشمالية القديمة.